# Visitor (film)
Visitor je český krátký hororový film z roku 2020 režiséra Pavla Bartovského. Hlavním tématem filmu je domácí násilí páchané na ženách. Film sleduje mladou ženu Báru (Martina Babišová), která se vyrovnává se smrtí svého přítele ve své ošuntělé a špinavé garsonce v místní ubytovně. Během noci ji však navštíví nezvaný návštěvník – její mrtvý přítel toužící po odhalení jejich děsivého tajemství. Film si odbyl mezinárodní premiéru 21. července 2020 na festivalu Toronto Film Channel Festival v Torontu. V roce 2024 byl promítán na 58. MFF Karlovy Vary spolu s následnou besedou o domácím násilí organizovanou Nadací Vodafone.

## Ocenění
Film získal hned několik ocenění po celém světe. Mezi ty nejvýraznější ocenění, které film získal patří ocenění za nejlepší ženský herecký výkon v hlavní roli pro herečku Martinu Babišovou a cena za nejlepší hororový film na festivalu Toronto Film Channel Festival. Dále pak získal několik nominací i v samotném Hollywoodu, na udílení cen Indie Short Fest, včetně těch v hlavních kategoriích za nejlepší ženský herecký výkon pro Martinu Babišovou a za nejlepší zvuk, kterou nakonec i proměnil ve výhru. Martina Babišová získala díky této hlavní roli i cenu Silver Award za nejlepší ženský herecký výkon v hororovém filmu na udílení cen Best Actor Award v New Yorku.
- Cena za Nejlepší ženský herecký výkon a nejlepší horor na Toronto Film Channel Festival, Toronto 2020
- Cena Outstanding Achievement za nejlepší zvukový mix a nominace za nejlepší ženský herecký výkon a nejlepšího studentského režiséra na Indie Short Fest, Hollywood, 2020
- Cena Silver Award za nejlepší ženský herecký výkon v hororovém filmu na Best Actor Award, New York, 2020
- Cena za nejlepší zvukový mix a nejlepší studentský film na Frostbite International Indie Fest, Colorado, 2020
- Cena za nejlepší studentský film - Monthly Indie Shorts, 2020